# 田中都吉

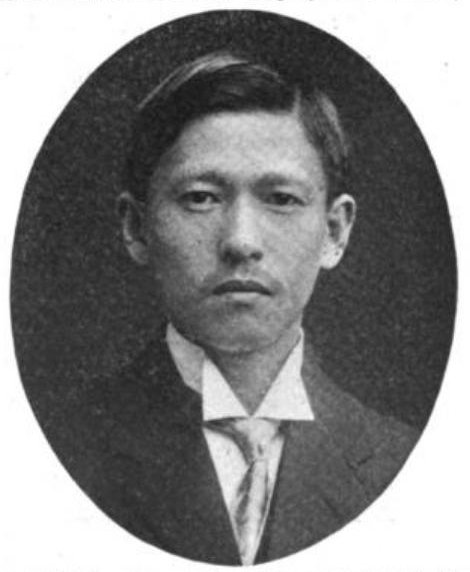
田中都吉

田中 都吉（たなか ときち、1877年1月26日 - 1961年10月3日）は、日本の外交官。外務次官、在ソヴィエト連邦特命全権大使、同盟通信社理事会長、日本新聞会会長等を務めた。

## 来歴・人物

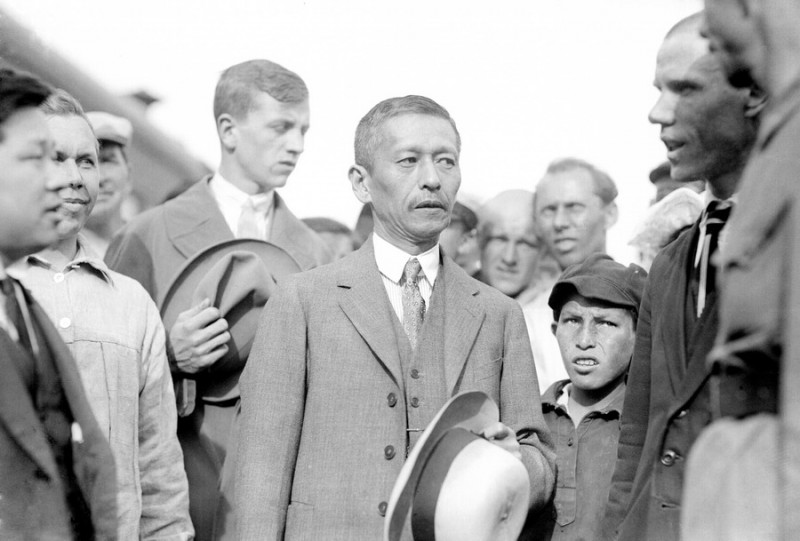
1926年又は1927年にスヴェルドロフスクで（中央）

京都府宮津市生まれ。旧制京都府尋常中学校（京都府立洛北高等学校・附属中学校の前身）経て、1898年東京高等商業学校（一橋大学の前身）領事科卒。
1898年外交官および領事官試験に合格し外務省入省、同年から領事官補としてソウル、ホノルル、ニューヨークに在勤。1903年から領事として、シンガポール、香港、シアトルに在勤。1908年に帰国し、通商局第二課長に就任。
駐アメリカ合衆国日本大使館参事官を経て、1919年外務省通商局長、1921年同省情報部次長、1922年同省次官兼臨時平和条約事務局長兼情報部長。
辞職し、1924年ジャパンタイムズ社長。1925年に日ソ基本条約が締結されると、初代駐ソヴィエト連邦特命全権大使。
1930年待命、1933年中外商業新報（のち日本経済新聞）社長、1935年如水会第5代理事長、同年同盟通信社創立委員長、1936年同盟通信社理事会長兼社長代理。同年正力松太郎、緒方竹虎と合流交渉委員を務め、岩永裕吉、上田碩三に対し、電通合流に関する最終案を提示。1941年初代日本新聞連盟理事長、1942年初代日本新聞会会長、1943年貴族院議員、1944年同盟通信社顧問。新聞統制に携わった。
1946年5月16日、貴族院議員を辞職し、1947年に公職追放となる。公職追放令解除後は1951年から電通常務取締役を務め、同社取締役在任中の1961年に死去した。墓所は青山霊園。
駐ソ連大使として日ソ漁業条約の交渉にあたるなどした。

## 栄典
- 1921年（大正10年）7月1日 - 第一回国勢調査記念章[9]
- 1921年ルーマニア勲一等王冠勲章[10]
- 1921年従四位[11]
- 1923年正四位[11]
- 1924年勲一等瑞宝章
- 1926年中華民国一等大綬宝光嘉禾章[12]
- 1928年従三位[13]
- 1940年（昭和15年）8月15日 - 紀元二千六百年祝典記念章[14]
- 1961年勲一等旭日大綬章

## 親族
妻のみさをは鈴木大亮男爵の娘。